# Turingia
Turingia (în germană Thüringen) este un land situat în centrul Germaniei, cu reședința la Erfurt. A fost reînființat după reunificarea Germaniei din 1990 și ocupă mare parte a vechiului stat german Turingia. Cuvântul Freistaat („republică”; literal „stat liber”), parte din denumirea oficială a Turingiei, reliefează în mod expres faptul că landul Turingia este membru liber și egal al federației. Denumirea de Freistaat se regăsește și în denumirea oficială a Bavariei, respectiv în cea a Saxoniei.

## Istoric
Una din principesele Turingiei istorice a fost Elisabeta de Turingia (1207-1231).
În perioada 1947-1952 a existat un stat Turingia ocupând aceeași suprafață, care a fost desființat odată cu reformara administrativă a RDG.
În urma alegerilor de land din anul 2014 a fost ales pentru prima dată în istoria Germaniei reunificate un reprezentant al foștilor comuniști (Die Linke) în funcția de șef al cabinetului de la Erfurt.

## Organizarea administrativă

### Districte rurale
| Nr. | District               | Sediul districtului | Nr. Matricol | Suprafață (km²) | Populație (31 dec. 2007) | Densitate (loc/km²) | Populație (31 dec. 2000) | Evoluție |
| --- | ---------------------- | ------------------- | ------------ | --------------- | ------------------------ | ------------------- | ------------------------ | -------- |
| 1   | Altenburger Land       | Altenburg           | ABG          | 569,08          | 103.313                  | 182                 | 114.200                  | -9,53%   |
| 2   | Eichsfeld              | Heiligenstadt       | EIC          | 939,82          | 107.924                  | 115                 | 114.109                  | -5,42%   |
| 3   | Gotha                  | Gotha               | GTH          | 935,59          | 141.405                  | 151                 | 148.527                  | -4,80%   |
| 4   | Greiz                  | Greiz               | GRZ          | 843,52          | 112.682                  | 134                 | 123.869                  | -9,03%   |
| 5   | Hildburghausen         | Hildburghausen      | HBN          | 937,38          | 69.425                   | 74                  | 73.839                   | -5,98%   |
| 6   | Ilm                    | Arnstadt            | IK           | 843,30          | 114.445                  | 136                 | 121.806                  | -6,04%   |
| 7   | Kyffhäuserkreis        | Sondershausen       | KYF          | 1.035,13        | 85.362                   | 82                  | 94.343                   | -9,52%   |
| 8   | Nordhausen             | Nordhausen          | NDH          | 710,91          | 91.762                   | 129                 | 98.609                   | -6,94%   |
| 9   | Saale-Holzland         | Eisenberg           | SHK          | 816,99          | 88.935                   | 109                 | 93.929                   | -5,32%   |
| 10  | Saale-Orla             | Schleiz             | SOK          | 1.148,41        | 90.910                   | 79                  | 98.592                   | -7,79%   |
| 11  | Saalfeld-Rudolstadt    | Saalfeld            | SLF          | 1.034,58        | 121.542                  | 117                 | 132.885                  | -8,54%   |
| 12  | Schmalkalden-Meiningen | Meiningen           | SM           | 1.210,14        | 134.262                  | 111                 | 143.702                  | -6,57%   |
| 13  | Sömmerda               | Sömmerda            | SÖM          | 804,17          | 75.257                   | 94                  | 81.204                   | -7,32%   |
| 14  | Sonneberg              | Sonneberg           | SON          | 433,36          | 62.384                   | 144                 | 67.833                   | -8,03%   |
| 15  | Unstrut-Hainich-Kreis  | Mühlhausen          | UH           | 975,48          | 111.643                  | 114                 | 119.504                  | -6,58%   |
| 16  | Wartburgkreis          | Bad Salzungen       | WAK          | 1.304,84        | 135.058                  | 104                 | 144.677                  | -6,65%   |
| 17  | Weimarer Land          | Apolda              | AP           | 803,03          | 86.568                   | 108                 | 91.443                   | -5,33%   |

### Districte urbane
- Eisenach (EA)
- Erfurt (EF)
- Gera (G)
- Jena (J)
- Suhl (SHL)
- Weimar (WE)

### Orașe
| Oraș          | District               | Populație      | Populație                                        | Populație                                        | Populație                                        | Populație                      |
| Oraș          | District               | 31 august 1950 | 31 decembrie 1989 raportat la suprafața din 2009 | 31 decembrie 2000 raportat la suprafața din 2009 | 31 decembrie 2009 raportat la suprafața din 2009 | Evoluție din 2000 în 2009 în % |
| ------------- | ---------------------- | -------------- | ------------------------------------------------ | ------------------------------------------------ | ------------------------------------------------ | ------------------------------ |
| Erfurt        | district urban         | 188.650        | 232.809                                          | 200.564                                          | 203.830                                          | +1,63                          |
| Jena          | district urban         | 80.309         | 108.979                                          | 99.893                                           | 104.449                                          | +4,56                          |
| Gera          | district urban         | 98.576         | 137.448                                          | 112.835                                          | 99.987                                           | –11,39                         |
| Weimar        | district urban         | 64.452         | 65.644                                           | 62.425                                           | 65.233                                           | +4,50                          |
| Gotha         | Gotha                  | 57.414         | 57.798                                           | 48.376                                           | 45.736                                           | –5,46                          |
| Nordhausen    | Nordhausen             | 39.452         | 54.179                                           | 46.645                                           | 44.127                                           | –5,40                          |
| Eisenach      | district urban         | 51.777         | 51.493                                           | 44.442                                           | 42.847                                           | –3,59                          |
| Suhl          | district urban         | 24.020         | 58.756                                           | 48.025                                           | 39.526                                           | –17,70                         |
| Mühlhausen    | Unstrut-Hainich        | 48.769         | 44.525                                           | 38.695                                           | 36.100                                           | –6,71                          |
| Altenburg     | Altenburger Land       | 49.413         | 53.530                                           | 41.290                                           | 35.447                                           | –14,15                         |
| Saalfeld      | Saalfeld-Rudolstadt    | 27.673         | 34.702                                           | 29.511                                           | 26.912                                           | –8,81                          |
| Ilmenau       | Ilm                    | 18.538         | 31.660                                           | 27.176                                           | 25.979                                           | –4,40                          |
| Arnstadt      | Ilm                    | 28.195         | 31.493                                           | 27.220                                           | 25.090                                           | –7,83                          |
| Rudolstadt    | Saalfeld-Rudolstadt    | 28.234         | 32.573                                           | 27.528                                           | 24.033                                           | –12,70                         |
| Sondershausen | Kyffhäuserkreis        | 19.622         | 30.950                                           | 26.514                                           | 23.483                                           | –11,43                         |
| Apolda        | Weimarer Land          | 32.736         | 30.862                                           | 25.899                                           | 23.179                                           | –10,50                         |
| Sonneberg     | Sonneberg              | 30.182         | 27.969                                           | 24.837                                           | 22.529                                           | –9,29                          |
| Greiz         | Greiz                  | 42.520         | 33.861                                           | 26.177                                           | 22.150                                           | –15,38                         |
| Meiningen     | Schmalkalden-Meiningen | 23.484         | 26.297                                           | 22.240                                           | 21.645                                           | –6,79                          |
| Schmalkalden  | Schmalkalden-Meiningen | 12.665         | 24.901                                           | 21.868                                           | 20.231                                           | –7,49                          |
| Sömmerda      | Sömmerda               | 13.568         | 26.894                                           | 21.977                                           | 20.005                                           | –8,97                          |